# August pierwszy cesarz
August pierwszy cesarz (ang. Imperium:Augustus) – brytyjsko-włoski film w reżyserii Rogera Younga z 2003 roku. Zdjęcia kręcono w Tunezji.

## Obsada
- Peter O’Toole jako August
- Benjamin Sadler jako Oktawiusz
- Gottfried John jako Cycero
- Juan Diego Botto jako Juliusz
- Charlotte Rampling jako Livia
- Vittoria Belvedere jako Julia
- Ken Duken jako Agryppa
- Martina Stella jako Livia
- Russell Barr jako Mecenas
- Alexander Strobele jako Lucjusz
- Anna Valle jako Kleopatra
- Massimo Ghini(inne języki) jako Marek Antoniusz
- Elena Ballesteros(inne języki) jako Oktawia
- Michele Bevilacqua jako Tyberiusz
- Valeria D’Obici(inne języki) jako Atia
- Achille Brugnini(inne języki) jako Kasjusz
- Giampiero Judica(inne języki) jako Scipio
- Vanni Materassi(inne języki) jako Muza
- Antonio Petrocelli(inne języki) jako Brutus
- Michael Reale(inne języki) jako Lepidus
- Massimo Sarchielli(inne języki) jako Rolnik
- Riccardo de Torrebruna(inne języki) jako Decimus
- Gérard Klein(inne języki) jako Juliusz Cezar
- Hatem Maroub jako Centurion
- Paolo Scalabrino jako Plancius
- Hichem Rostom jako Prawnik
- Noureddine Souli(inne języki) jako Centurion